# Turn It Up (canção de Pixie Lott)
"Turn It Up" é uma canção da cantora inglesa Pixie Lott contida no seu álbum de estreia de mesmo título. Composta por Lott, Ruth Anne Cunningham, Mich Hansen e Jonas Jeberg, com produção pelo último junto a Cutfather, a faixa é uma obra dos gêneros musicais pop, R&B e soul com uma produção influenciada pela dance music em função dos sintetizadores utilizados na sua elaboração. Sua letra é a respeito do término do relacionamento entre dois adolescentes, na qual a intérprete canta sobre o tempo ser a cura para ambos ex-namorados. A composição recebeu análises mistas, com críticos notando a intérprete como madura na sua realização musical e outros concordando que sua distribuição fora desnecessária.
Foi lançada como o quinto single do disco em 6 de junho de 2010 e atingiu o número onze na tabela de sucessos britânica, a UK Singles Chart. Durante sua trajetória, entrou também em listas de países como Irlanda e Escócia. No Reino Unido, foi a 147.ª canção mais vendida daquele ano. O vídeo correspondente à obra foi dirigido por Nick Frew e teve locação em Los Angeles, Califórnia. A gravação retrata a artista andando pelas ruas da cidade, fazendo uma coreografia e terminando seu namoro com um rapaz, de acordo com a letra de "Turn It Up". Apresentações ao vivo da obra ocorreram em festivais de música e programas televisivos como o Britain's Got Talent, da mesma forma que na primeira turnê de Lott, a Crazy Cats Tour, na qual foi executada em uma sequência de dança.

## Título e composição
Em entrevista à MTV do Reino Unido em 2009, Lott comentou a respeito do título da música: "[O álbum] é intitulado Turn It Up porque quero que as pessoas aumentem o som, aumentem a agitação, aumentem tudo, e obviamente, há uma canção nele de mesmo título, então esta é a ligação..."
"Turn It Up" é uma obra dos gêneros musicais pop, R&B e soul que possui elementos de dance music em uma produção composta por sintetizadores. Sua letra é sobre o término de uma relação entre dois adolescentes, na qual Lott canta os versos "Sei que não podes ficar, então não continuarei esperando e antecipando pelo final triste" antes de dizer ao seu antigo parceiro que o tempo é a cura para a situação na qual ambos encontram-se. De acordo com a partitura publicada pela Sony/ATV Music Publishing na página da Musicnotes, Inc, a faixa é definida em um metrônomo de cento e dez batidas por minuto e na chave de si menor, com o alcance vocal da artista que estende-se da nota baixa de lá até a alta de ré.

## Recepção crítica
Nick Levine, do portal Digital Spy, comentou que Lott mostra-se madura na sua interpretação. Fraser McAlpine, do blog musical da rede BBC, notou "Turn It Up" como uma boa faixa de álbum simplesmente pela cantora que "em momento algum para de cantar". Acrescentou também que o seu lançamento como quinto single de um disco já famoso poderia ser uma decepção para estatísticos de tabelas musicais como ele, quando a artista poderia preparar um material inédito para mostrar ao público o seu potencial. Michael Cragg, do jornal The Guardian, concordou com McAlpine: em sua crítica à faixa, apontou que a intérprete é esquecível e que Turn It Up não merecia uma quinta faixa de divulgação.

## Desempenho comercial
"Turn It Up" fez sua estreia nas tabelas musicais em 23 de maio de 2010 no número 63 da UK Singles Chart, publicada pela empresa The Official Charts Company. Na data de 16 de junho seguinte, entrou na Irlanda na Irish Singles Chart na sua vigésima posição. Três dias após, na sua sexta semana, obteve sua melhor colocação no Reino Unido ao atingir o décimo primeiro lugar, com 24 mil cópias vendidas, e a no geral na Escócia, onde ficou no nono posto da companhia citada anteriormente. Em 2010, a canção foi a 147.ª mais vendida daquele ano em território britânico.

## Vídeo musical
O vídeo de "Turn It Up" teve locações em Los Angeles, Califórnia e foi dirigido por Nick Frew em abril de 2010,  com lançamento em 6 de maio seguinte na página do jornal britânico The Daily Telegraph. As gravações mostram Lott caminhando pelas ruas do centro na cidade durante um dia de sol, ligando para o seu namorado através de um telefone público, em um carro e fazendo coreografias no topo de um prédio com outros dançarinos. Consequentemente, ela e o seu acompanhante terminam o seu relacionamento, seguindo a letra da canção.

## Apresentações ao vivo
Lott cantou "Turn It Up" em severas ocasiões. Em 23 de maio de 2010, a intérprete compareceu ao festival Radio 1's Big Weekend na cidade galesa de Bangor, onde interpretou a música. No dia 6 de junho seguinte, fez uma sessão ao vivo da composição no programa televisivo de competição musical Britain's Got Talent. De acordo com a revista Billboard, este evento aumentou as vendas do single no Reino Unido e auxiliou no desempenho na tabela musical do país. Mais tarde, em 13 de novembro, a rede de televisão Independent Television transmitiu um concerto gravado em um palco para o especial One Night Stand with Pixie Lott, no qual a cantora apresentou obras do Turn It Up como sua faixa-título. A canção foi incluída no repertório da primeira turnê musical da artista, a Crazy Cats Tour, de 2010, na qual foi apresentada em uma sequência de dança.

## Lista de faixas
Um conjunto de remixes de "Turn It Up" foi lançado em 6 de junho de 2010 pela Mercury Records através da iTunes Store, servindo como o quinto single do álbum de estreia de Lott, Turn It Up.
| Remixes da iTunes Store |                                        |         |  |
| N.º                     | Título                                 | Duração |  |
| 1.                      | "Turn It Up" (Digital Dog Radio Edit)  | 2:59    |  |
| 2.                      | "Turn It Up" (Dee-Lux Club Remix Edit) | 2:56    |  |

## Créditos de elaboração
Lista-se abaixo os profissionais envolvidos na elaboração de "Turn It Up", de acordo com o encarte acompanhante ao seu álbum de mesmo título:
| - Composição: Pixie Lott, Ruth Anne Cunningham, Jonas Jeberg, Mich Hansen; - Produção: Jeberg, Cutfather; - Engenharia de mixagem adicional: Carlos Oyanedel; - Mixagem: Phil Tan; | - Masterização: Tom Coyne; - Instrumentação: Jeberg; - Percussão: Hansen. |